# Dungeness National Wildlife Refuge

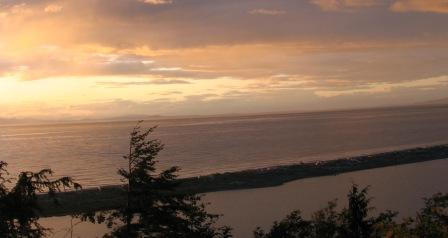
Abenddämmerung am Dungeness Spit

Dungeness National Wildlife Refuge ist ein 2,5 Quadratkilometer großes Naturschutzgebiet im Clallam County an der Nordküste der Olympic-Halbinsel im US-Bundesstaat Washington. Es umfasst neben einem Teil Steilküste vor allem eine fast 10 Kilometer lange und stellenweise nur 15 Meter breite Landzunge, die in die Juan de Fuca Strait hineinragt.

## Geschichte
Der Entdecker George Vancouver benannte im Jahr 1792 die Landzunge New Dungeness nach der gleichnamigen Küstenregion in Kent in Großbritannien.
1857 wurde als erster Leuchtturm in der Juan de Fuca-Straße der Dungeness Leuchtturm an der Spitze der Landzunge errichtet. Der heute bestehende Leuchtturm wurde 1895 gebaut, aber 1927 auf eine Höhe von 19 Metern verkleinert. Seit 1994 ist er automatisiert.
Das National Wildlife Refuge wurde 1915 von Präsident Woodrow Wilson zum Schutz der einheimischen Vogelwelt gegründet.   

## Geologie
Die Landzunge ist eine natürliche Kies- und Sandaufschüttung und ähnelt in ihrem Aufbau den Nehrungen der Ostsee. Das Meer zwischen der Landzunge und dem Festland fällt bei Ebbe trocken.

## Fauna

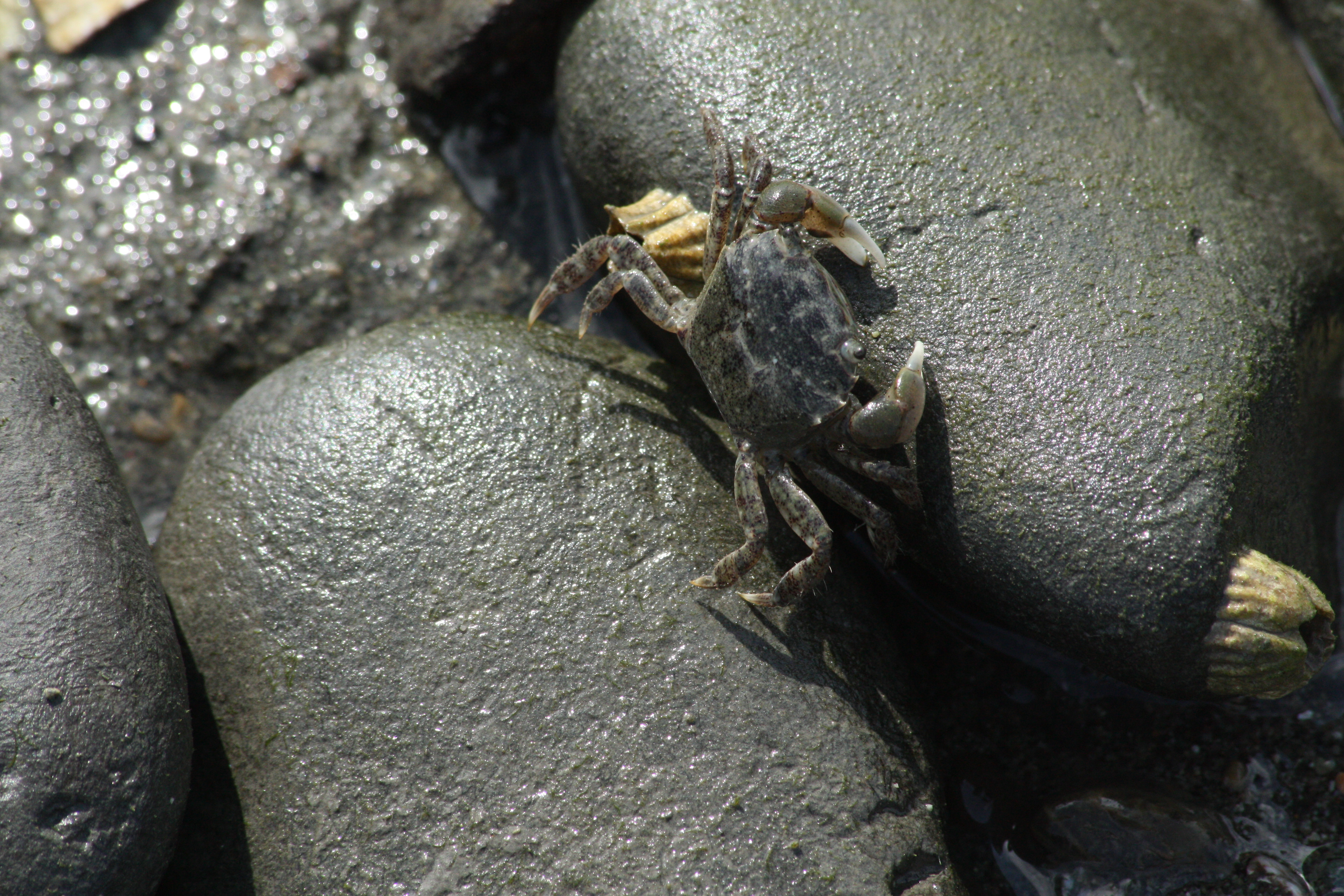
Hemigrapsus oregonensis im Dungeness National Wildlife Refuge

Das Schutzgebiet ist Lebensraum für mehr als 250 Vogelarten und 41 verschiedenen Säugetieren. In der Bucht und im Mündungsgebiet des Flusses Dungeness leben Wasser- und Küstenvögel, Schalentiere und Seehunde. Im Herbst und im Frühjahr ist das Schutzgebiet Zwischenstopp für zahlreiche Arten von Zugvögeln auf ihrem Weg nach Süden und zurück in Richtung Norden. Von Ende Oktober bis Anfang Mai ist das Naturschutzgebiet Winterquartier von bis zu 5.000 pazifischen Ringelgänsen.